# Термостійкі вибухові речовини
Термостійкі вибухові речовини – індивідуальні вибухові речовини (ВР) або їх суміші, здатні зберігати свої вибухові властивості і енергетичні характеристики при підвищ. т-рах.

## Загальний опис
Поріг термостійкості (термостабільності) таких ВР залежить від природи речовини, розміру і форми заряду, способу герметизації, величини зовн. тиску, часу витримки при високій т-рі і характеризується макс. т-рою, при якій втрата маси ВР при витримці протягом 6 год. не перевищує 2%. При герметизації зарядів або їх контакті з рідиною поріг знижується на 15-20%. Одночасний вплив підвищ. т-ри і гідростатич. тиску (при проникненні рідини в пори заряду) істотно знижує сприйнятливість термостійких вибухових речовин до детонації і дещо підвищує швидкість детонації зарядів. До Т.в.р. належать ініціюючі (азид свинцю) і бризантні ВР – гексоген, октоген, тринітробензол, триамінотринітро-бензол, тринітрофенілендіамін, ароматичні сполуки з двома або декількома циклами (напр., гексанітростільбен), ВР на основі пороху та ін. Поріг термостійкості для деяких термостійких вибухових речовин: для октогену 220 ° С, тринітробензолу (в розплаві) 280 ° С, ароматичних. нітросполук і складів на їх основі 270-300 ° С, термостійкого пороху 180-250 ° С. 

## Застосування
Застосовують Т.в.р. у вигляді засобів ініціювання (детонатори, вибухові патрони, детонуючий шнур) і зарядів (циліндричних і кумулятивних) для ведення прострілочно-вибухових робіт у глибоких високотемпературних і геотермальних свердловинах, відбору зразків порід, ліквідації аварій при бурінні і т. д. при т-рі 200-250 ° С і більше і тиску 100-150 МПа. Термостійкі вибухові речовини застосовують також при руйнуванні гарячих шлакових відвалів металургійних виробництв.